# Sweet & Sour, Hot y Spicy
Sweet & Sour, Hot y Spicy es el cuarto álbum de estudio de la cantautora mexicana Ely Guerra. El disco fue producido por Toy Hernández, Sacha Triujeque, Daniel Goldaracena, Thom Russo y Emmanuel del Real y fue lanzado el a la venta el 28 de julio de 2004. En este álbum se popularizaron varios sencillos como "Ojos claros, Labios rosas", "Quiéreme Mucho" entre otros.

## Canciones
Todas las letras compuestas por Ely Guerra. Toda la música compuesta por Ely Guerra excepto donde indica:
1. "Te Amo, I Love You" 4:05
2. "Ojos Claros, Labios Rosas" 4:22
3. "Pa-Ra-Ti" 3:16
4. "Mas Bonita" 5:11
5. "Lucrecia y Rigoberto" 4:03
6. "Angelito Heart" 5:48
7. "Mi Playa" (Ely Guerra/Emmanuel del Real) 3:42
8. "El Colchón" 5:11
9. "Tu Boca" 6:23
10. "Puerto Vallarta" 6:11
11. "Bésame" 3:21
12. "Quiéreme Mucho" 3:38

## Músicos
- Ely Guerra: Voz, Guitarras
- Hernán Hecht: Batería
- Ezequiel Jaime Netri: Bajo
- Pancho Lelo de Larrea: Guitarras; excepto en "Más bonita", "Angelito Heart" y "Puerto Vallarta"
- Daniel Goldaracena: Guitarra en "Angelito Heart"
- Nicolás Santella: Teclados
- Thom Russo: Teclado en "Puerto Vallarta"